# Ormia mendesi
Ormia mendesi là một loài ruồi trong họ Tachinidae.